# Transport w Turcji
Transport w Turcji – system transportu działający na terenie Turcji.

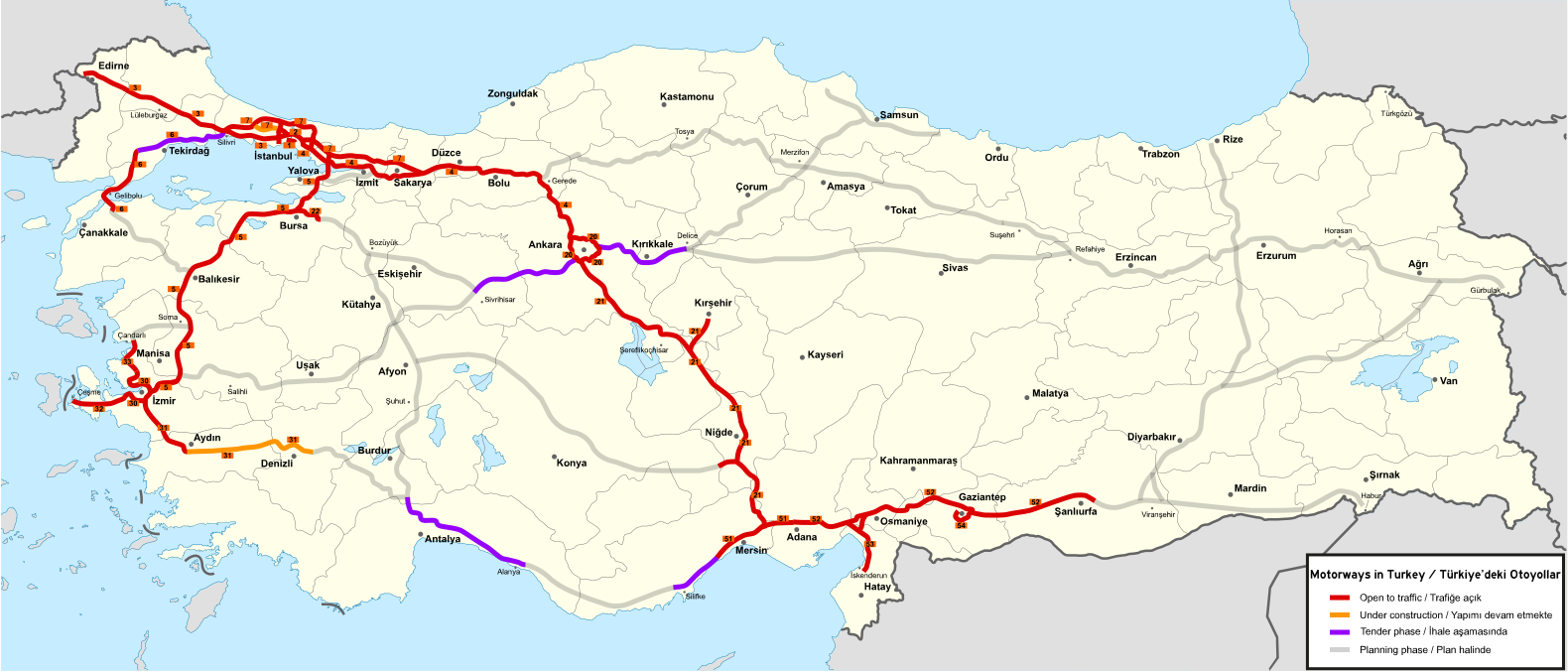
Sieć autostrad w Turcji
Drogi w eksploatacji
Drogi w budowie
Przetarg na budowę
Drogi planowane

     Drogi w eksploatacji
     Drogi w budowie
     Przetarg na budowę
     Drogi planowane

## Transport drogowy
Turcja posiada rozbudowaną sieć drogową, której łączna długość wynosi 68 231 km. 3060 km to autostrady, 31 006 to drogi szybkiego ruchu, a 34 165 km drogi prowincjonalne.
Przez Turcję przebiegają cztery bezpośrednie trasy europejskie klasy A. E70 pomiędzy Hiszpanią i Gruzją, E80 pomiędzy Portugalią i Iranem (granica turecko-irańska), E90 łącząca Portugalię i Irak oraz E95 z Bułgarii do Rosji.

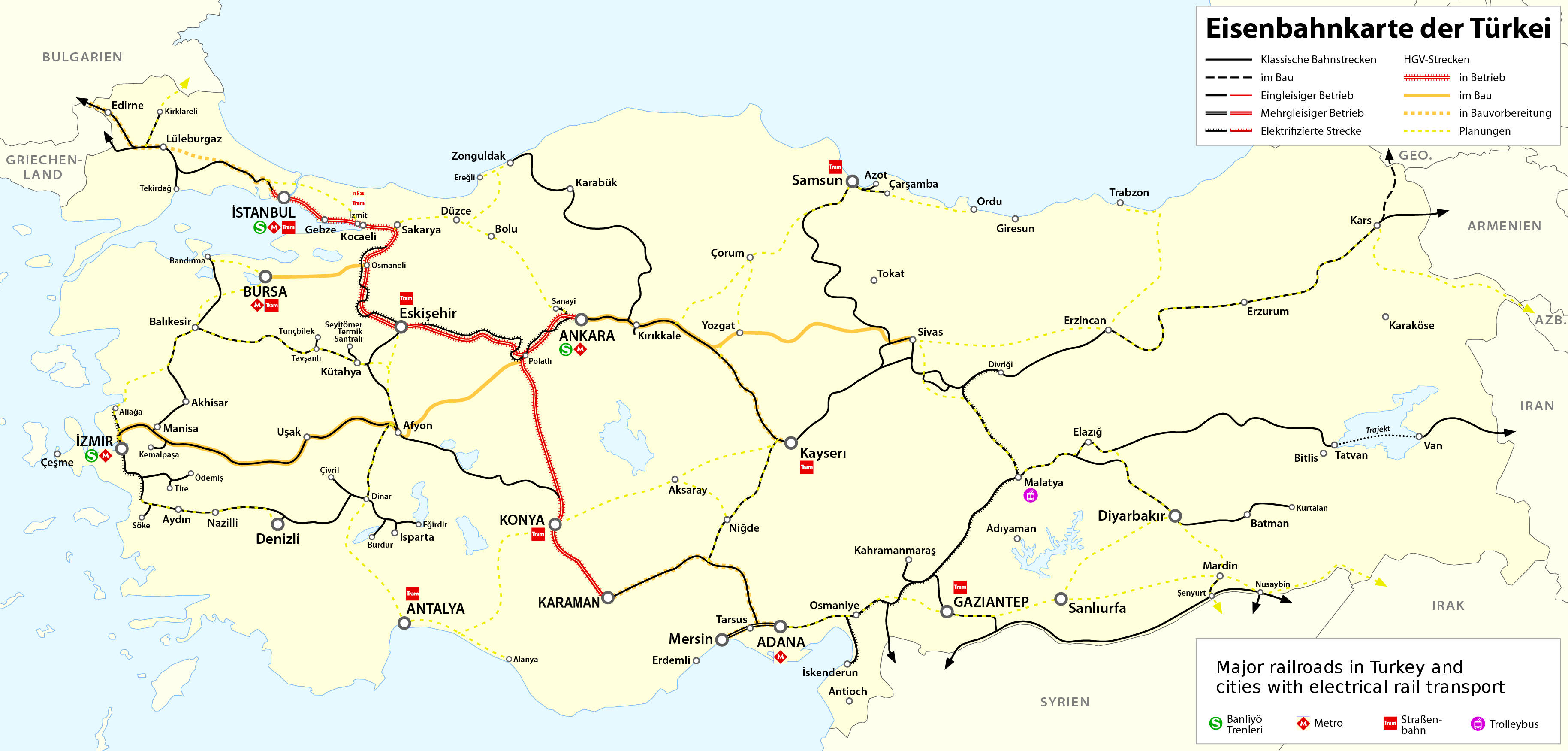
Sieć kolejowa nw Turcji

## Transport kolejowy
Długość linii kolejowych wynosi 12 740 km, w tym 1213 km to linie kolejowe dużych prędkości, na trasie Ankara – Stambuł, Ankara – Eskişehir, Ankara – Konya oraz Stambuł – Konya.

## Transport lotniczy
Turcja posiada 58 cywilnych portów lotniczych, w tym 37 obsługuje loty międzynarodowe, oraz 18 wojskowych portów lotniczych. Największy ruch pasażerski obsługują port lotniczy Stambuł, port lotniczy Sabiha Gökçen w Stambule, port lotniczy w Antalyi, port Esenboğa w Ankarze oraz port im. A. Menderesa w Izmirze.

## Transport wodny
Turcja posiada także połączenia promowe przez baseny śródziemnomorski i czarnomorski.